# Burgruine Natternberg
Die Burgruine Natternberg, auch Schloss Natternberg genannt, ist die Ruine einer mittelalterlichen Gipfelburg auf dem 375 m ü. NN hohen Natternberg (Schlossbergweg) nördlich von Natternberg, einem Stadtteil von Deggendorf im Landkreis Deggendorf in Bayern. Sie ist unter der Aktennummer D-2-71-119-117 als Baudenkmal verzeichnet. Die Anlage wird ferner als Bodendenkmal unter der Aktennummer D-2-7143-0013 mit der Beschreibung „Höhensiedlung der Linearbandkeramik, der Urnenfelder-, Hallstatt- und Latènezeit sowie des frühen Mittelalters, untertägige Befunde und Funde im Bereich der Burgruine des Hoch- und Spätmittelalters“ geführt.

## Geschichte
Vermutlich bestand schon 1000 v. Chr. eine wallumwehrte Siedlung, die im Frühmittelalter zu einer Burg ausgebaut wurde.
Erstmals wird die Burg 1145 in einer Urkunde des Klosters Windberg als Edelsitz eines Hartwig von Natternberg „judex statutus praeses castro in Natherenberg“ erwähnt, er war ein Dienstmann der Grafen von Bogen. Nachdem das Geschlecht der Bogener 1242 ausgestorben war, kam der Besitz an die Wittelsbacher (und zwar an Otto II.), welche die Burg zum Sitz eines Pflegers machten. Auf der Burg wuchs der bayerische Herzog Heinrich der Natternberger auf und verstarb 1333 im Alter von 21 Jahren an einer nicht richtig versorgten Wunde am Bein. Nun belehnten die Wittelsbacher Peter von Egg, Feldhauptmann Kaiser Ludwigs des Bayern, mit der Burg. Peter von Egg fiel jedoch in Ungnade und musste Natternberg 1357 nach einer einjährigen Belagerung an den Herzog zurückgeben.

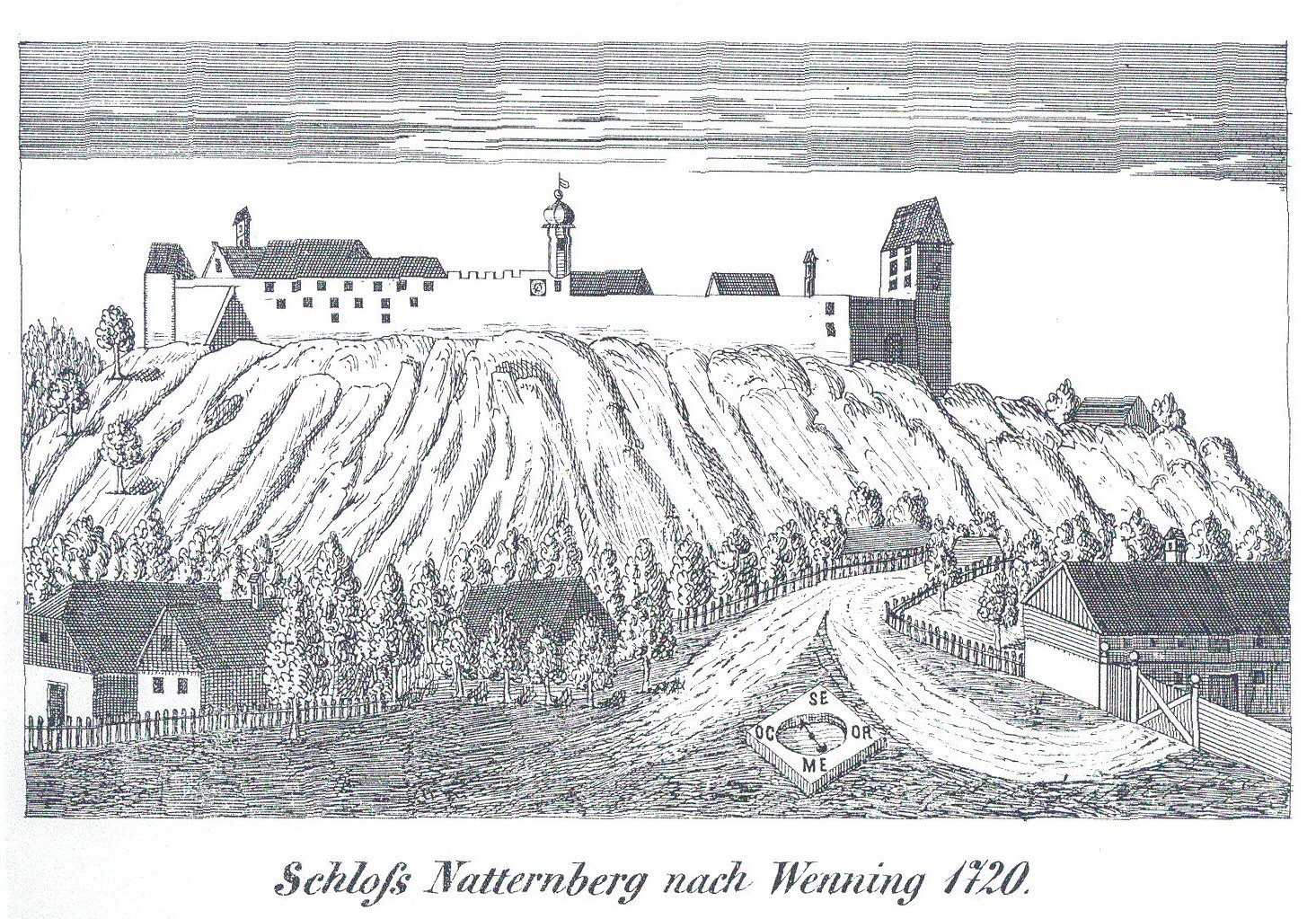
Schloss Natternberg um 1720 nach einem Stich von Michael Wening

Im Zuge des Dreißigjährigen Krieges (1618/48) wurde die Burg stark beschädigt, blieb aber weiterhin Sitz eines Pflegers. Am 19. Mai 1743 wurde sie im Österreichischen Erbfolgekrieg zerstört. Anfang des 19. Jahrhunderts kam die Burg nach Aufgabe des Pflegersitzes an die Grafen von Preysing auf Schloss Moos, die sie 1836 an einen Baron Berger verkauften. Dieser überließ sie 1838 einem Nattenberger Wirt. Die Burg kam nach mehreren Besitzerwechseln (u. a. auch an den Spar- und Vorschußverein zu Passau) an die Preysinger Grafen zurück und wurde bis zum Zweiten Weltkrieg bewohnt.
Heute ist die Stelle als landschaftsprägendes Baudenkmal D-2-71-119-117 „Burgruine, Untergeschosse des Bergfrieds sowie Ringmauerreste, Anlage mittelalterlich, Turmabschluss und übrige Gebäudemauern wohl erst 19. Jahrhundert“, sowie als Bodendenkmal D-2-7143-0013 „Höhensiedlung der Linearbandkeramik, der Urnenfelder-, Hallstatt- und Latènezeit sowie des frühen Mittelalters, untertägige Befunde und Funde im Bereich der Burgruine des Hoch- und Spätmittelalters“ vom Bayerischen Landesamt für Denkmalpflege erfasst.

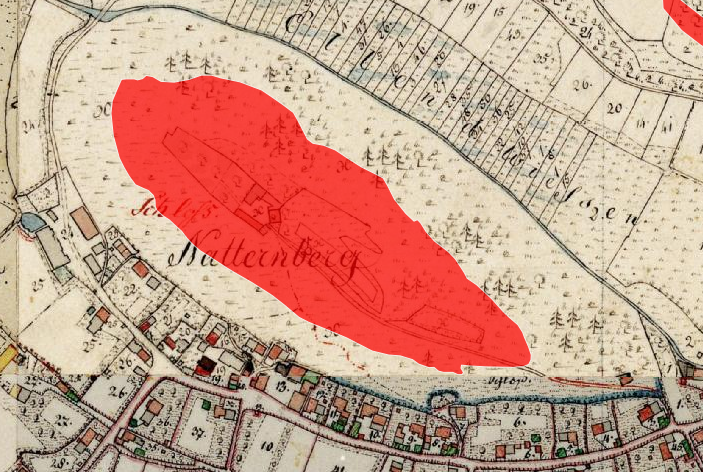
Lageplan von Burgruine Natternberg auf dem Urkataster von Bayern

## Beschreibung
Von der mittelalterlichen, langgestreckten und durch eine Mauer geteilten Burganlage, die ursprünglich über zwei Türme verfügte, sind noch der in der Südostecke stehende Hauptturm (Bergfried oder Wartturm) auf einer quadratischen Grundfläche mit neun Metern Seitenlänge und einer Mauerstärke von drei Metern mit einem Tor sowie ein Ringmauerrest und Kellergewölbe erhalten. Der Bergfried ist mit einem Pyramidendach um 1900 gedeckt worden und er war noch Anfang des 20. Jahrhunderts bewohnt. Weiter finden sich hier die Grundmauern von mehreren Wohngebäuden aus neuerer Zeit. In der Nordostecke befinden sich die Reste des zweiten Turms (Wohn- oder Torturm) und weitere Reste des Mauerrings. Der hintere Teil der Burganlage war vermutlich die Kernburg. In der Südostecke befindet sich das sog. "Schlösschen" aus dem 18. Jahrhundert. Die ganze Anlage erstreckt sich auf die Länge von 230 m und eine Breite von 40 m. Auf einem Stich von Michael Wening sieht man eine Burgkapelle und Gebäude, die heute verschwunden sind. 1985 wurde die Anlage saniert. Bei Ausgrabungen wurden 1997/98 die Fundamente der Burgkirche ausgegraben. Die ursprünglich romanische Kirche mit einer Rundapsis war bündig an die südliche Ringmauer angebaut.
Die Burgruine ist frei zugänglich.

## Sage
„Den Teufel ärgerte schon lange das Kloster Metten und er wollte die frommen Mönche vertilgen. Da trug er nun bei Nacht und Nebel einen riesigen Felsblock aus dem Gebirge. Er wollte ihn in die Donau werfen, damit dieselbe aus den Ufern trete und Metten überschwemme. Als er zum Wurfe ausholte, läutete man in Metten eben den Tag an. Dadurch erschrak der Teufel derart, daß ihm der Felsblock entglitt und hart am jenseitigen Ufer niederstürzte. Schleunigst entfloh er zur Hölle. Auf dem Berge nisteten sich bald viele Kröten und Nattern ein, darum erhielt der Berg den Namen Natternberg.
Nach einer anderen Sage sind die Deggendorfer in früherer Zeit arg fromm gewesen, was den Teufel recht verdrossen hat. Da hat er hin und her überlegt, wie es zu machen sei, dass das anders werde. »Ei, wenn sie nimmer sind, dann ist auch ihre Frömmigkeit abgeschafft«, dachte er, flog hurtig nach dem Süden, brach aus dem steinernen Grenzwall drunten ein riesiges Felsstück los, lud es auf seinen Schubkarren und trabte damit wieder der Donau zu. Das geschah in stockfinsterer Nacht. Der Felsen sollte die Donau stauen und die Flut die Deggendorfer ertränken. Als er dem Strome bereits nahe war, klang plötzlich vom andern Ufer aus der Mettener Klosterkirche her die Morgenglocke. Als hätte ihn eine Hornisse gestochen, so fuhr der Satan auf, ließ Karren und Felsblock stehen und floh mit greulichem Fluche aus der Gegend.
Der Fels wimmelte bald von abscheulichen Nattern und man gab ihm daher den Namen Natternberg.
Die Großmutter erzählt, dass man die Schubkarrenhörner und die beiden Griffenden heute noch sehen könne und mancher von den Buben aus der Gegend hat schon Nachschau gehalten.“